# Tenpole Tudor
Tenpole Tudor ist eine britische Punkband, die Ende der 1970er und Anfang der 1980er Jahre einigen Erfolg hatte.

## Werdegang
Entstanden ist die Gruppe 1977 aus den Resten einer Band namens The Visitors. Kopf und Leadsänger war und ist Edward „Eddie“ Tudor-Pole. Dieser löste die Gruppe mehrfach auf und stellte sie immer wieder neu zusammen.
1979 spielte Tudor-Pole auf Betreiben von Malcolm McLaren in dem Film The Great Rock ’n’ Roll Swindle mit und über die Sex Pistols mit. Dafür steuerte er auch zwei eigene Lieder bei, die auf B-Seiten von Singles der Pistols veröffentlicht, jedoch gleichwertig mit den A-Seiten in den britischen Charts notiert wurden: Who Killed Bambi? (B-Seite von Silly Thing) und Rock Around the Clock (B-Seite von The Great Rock ’n’ Roll Swindle). Im April 1981 gelang mit Swords of a Thousand Men der erste und größte eigene Erfolg (UK-Charts Platz 6).
1982 wurde die Band erstmals aufgelöst. Tudor-Pole ist seither als Schauspieler in vielen Stücken in Theater, Film und Fernsehen zu sehen und moderierte bereits eine Gameshow im britischen Fernsehen. Immer wieder geht Tudor-Pole jedoch auch mit einer neuen Formation unter gleichem Namen auf Tournee.

## Originalbesetzung
- Bob Kingston (Gitarre, Piano)
- Dick Crippen  (* 18. Oktober 1956; Bass, Gesang)
- Edward „Eddie“ Tudor-Pole (* 6. Dezember 1955; Gitarre, Piano, Saxophon, Gesang)
- Gary Long (Schlagzeug)

## Aktuelle Besetzung
- Ed Tudor Pole (Gesang, Gitarre)
- Darrell Bath (Gitarre)
- Sam Woodward (Schlagzeug)
- Donagh O’Leary (Bassgitarre)

## Alben
- Eddie, Old Bob, Dick & Gary (1981, Stiff Records)
- Let the Four Winds Blow (1981, Stiff Records)